# 光滑篮蛤
光滑篮蛤（学名：Aloidis laevis），是帘蛤目篮蛤科篮蛤属的一种。主要分布于南海，常栖息在浅海泥沙质的海底，潮间带也有分布。